# 1 + 2 + 3 + 4 + ⋯

급수 의 처음 네 부분합. 포물선은 이들의 평활화된 점근선이며, Y절편은 −1/12이다.

항이 양의 정수인 무한급수 1 + 2 + 3 + 4 + ⋯는 발산 급수이다. 이 급수의 n번째 부분합은 삼각수이다.
{\displaystyle \sum _{k=1}^{n}k={\frac {n(n+1)}{2}},}
이는 n이 무한으로 갈수록 무한히 증가한다. 부분합의 수열이 유한한 극한으로 수렴하지 않으므로, 급수는 합을 갖지 않는다.
이 급수는 처음 보기에 아무런 의미 있는 값도 가지지 않는 것처럼 보이지만, 조작을 통해 여러 가지 수학적 결과를 얻을 수 있다. 예를 들어, 많은 합 방법이 수학에서 발산 급수에도 수치적 값을 할당하는 데 사용된다. 특히, 제타 함수 조절과 라마누잔 합의 방법은 이 급수에 ⁠−+1/12⁠의 값을 할당하며, 이는 유명한 공식으로 표현된다.
{\displaystyle 1+2+3+4+\cdots =-{\frac {1}{12}},}
여기서 좌변은 언급된 합 방법 중 하나를 사용하여 얻은 값으로 해석되어야 하며, 일반적인 의미의 무한급수의 합으로 해석되어서는 안 된다. 이 방법들은 복소해석학, 양자장론, 끈 이론과 같은 다른 분야에도 적용된다.
문샤인 이론에 대한 단행본에서 앨버타 대학교의 수학자 테리 개넌은 이 방정식을 "과학에서 가장 놀라운 공식 중 하나"라고 부른다.

## 부분합

처음 여섯 개의 삼각수

급수 1 + 2 + 3 + 4 + 5 + 6 + ⋯의 부분합은 1, 3, 6, 10, 15 등이다. n번째 부분합은 간단한 공식으로 주어진다.
{\displaystyle \sum _{k=1}^{n}k={\frac {n(n+1)}{2}}.}
이 방정식은 기원전 6세기 초 피타고라스 학파에게도 알려져 있었다. 이 형태의 숫자들은 정삼각형으로 배열될 수 있기 때문에 삼각수라고 불린다.
무한 삼각수 수열은 +∞로 발산하므로, 정의에 따라 무한급수 1 + 2 + 3 + 4 + ⋯도 +∞로 발산한다. 이 발산은 급수 형태의 간단한 결과이다. 즉, 항들이 0으로 수렴하지 않으므로 항 판정법에 의해 급수는 발산한다.

## 합 가능성
고전적인 발산 급수 중에서 1 + 2 + 3 + 4 + ⋯는 유한한 값으로 조작하기 비교적 어렵다. 많은 합 방법이 발산 급수에 수치적 값을 할당하는 데 사용되며, 일부는 다른 것보다 더 강력하다. 예를 들어, 체사로 합은 그란디 급수, 즉 완만하게 발산하는 급수 1 − 1 + 1 − 1 + ⋯를 ⁠1/2⁠로 합하는 잘 알려진 방법이다. 아벨 합은 그란디 급수를 ⁠1/2⁠로 합할 뿐만 아니라, 더 까다로운 급수 1−2+3−4+…를 ⁠1/4⁠로 합하는 더 강력한 방법이다.
위의 급수와 달리 1 + 2 + 3 + 4 + ⋯는 체사로 합 가능하지도, 아벨 합 가능하지도 않다. 이러한 방법들은 진동하는 발산 급수에는 작용하지만, +∞로 발산하는 급수에는 유한한 답을 내놓을 수 없다. 발산 급수의 합에 대한 더 기본적인 정의 대부분은 안정적이고 선형적이며, 안정적이면서 선형적인 어떤 방법도 1 + 2 + 3 + ⋯를 유한한 값으로 합할 수 없다 오류: no text specified (help).. 제타 함수 조절 또는 라마누잔 합과 같은 더 고급 방법이 필요하다. 또한 이러한 방법들과 관련된 몇 가지 대략적인 휴리스틱스를 사용하여 ⁠−+1/12⁠의 값을 주장할 수도 있다.

### 휴리스틱스

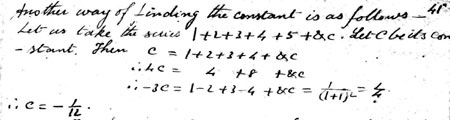
스리니바사 라마누잔의 첫 번째 공책에서 급수의 "상수"를 설명하는 구절

스리니바사 라마누잔은 첫 번째 공책의 8장에서 "1 + 2 + 3 + 4 + ⋯ = ⁠−+1/12⁠"에 대한 두 가지 유도를 제시했다. 더 간단하고 덜 엄격한 유도는 다음과 같이 두 단계로 진행된다.
첫 번째 핵심 통찰은 양수 급수 1 + 2 + 3 + 4 + ⋯가 교대급수 1−2+3−4+…와 매우 유사하다는 것이다. 후자의 급수 역시 발산하지만, 다루기가 훨씬 쉽다. 18세기 이래로 탐구되어 온 이 급수에 값을 할당하는 여러 고전적인 방법들이 있다.
급수 1 + 2 + 3 + 4 + ⋯를 1 − 2 + 3 − 4 + ⋯로 변환하기 위해, 두 번째 항에서 4를 빼고, 네 번째 항에서 8을 빼고, 여섯 번째 항에서 12를 빼는 식으로 진행한다. 빼야 할 총량은 4 + 8 + 12 + 16 + ⋯이며, 이는 원래 급수의 4배이다. 이러한 관계는 대수학을 사용하여 표현할 수 있다. 이 급수의 "합"이 무엇이든 간에, 이를 c = 1 + 2 + 3 + 4 + ⋯라고 하자. 그런 다음 이 방정식에 4를 곱하고 첫 번째 방정식에서 두 번째 방정식을 뺀다.
{\displaystyle {\begin{alignedat}{7}c={}&&1+2&&{}+3+4&&{}+5+6+\cdots \\4c={}&&4&&{}+8&&{}+12+\cdots \\c-4c={}&&1-2&&{}+3-4&&{}+5-6+\cdots \end{alignedat}}}
두 번째 핵심 통찰은 교대급수 1 − 2 + 3 − 4 + ⋯가 x를 1로 설정했을 때 함수 ⁠1/(1 + x)2⁠의 형식적 멱급수 전개 (0 지점의 x에 대해)라는 것이다. 이는 1 − 2x + 3x2 − 4x3 + ⋯로 표현된다. 따라서 라마누잔은 다음과 같이 썼다.
{\displaystyle -3c=1-2+3-4+\cdots ={\frac {1}{(1+1)^{2}}}={\frac {1}{4}}.}
양변을 −3으로 나누면 c = ⁠−+1/12⁠를 얻는다.
일반적으로 무한급수를 유한합처럼 조작하는 것은 옳지 않다. 예를 들어, 발산 급수에 임의의 위치에 0을 삽입하면 다른 방법들과 일관되지 않을 뿐만 아니라 자체적으로 일관되지 않는 결과를 얻을 수 있다. 특히, 4c = 0 + 4 + 0 + 8 + ⋯ 단계는 덧셈 항등원 법칙만으로는 정당화되지 않는다. 극단적인 예로, 급수 맨 앞에 0을 하나 추가하면 다른 결과를 얻을 수 있다.
이러한 상황을 해결하고 0이 삽입될 수 있는 위치를 제한하는 한 가지 방법은 어떤 함수에 대한 의존성을 부여하여 급수의 각 항을 추적하는 것이다. 급수 1 + 2 + 3 + 4 + ⋯에서 각 항 n은 단지 숫자이다. 항 n을 복소 변수 s에 의존하는 함수 n−s로 승격시키면, 같은 항끼리만 더해지도록 할 수 있다. 그 결과로 얻는 급수는 더 엄격한 방식으로 조작될 수 있으며, 변수 s는 나중에 −1로 설정될 수 있다. 이 전략의 구현을 제타 함수 조절이라고 한다.

### 제타 함수 조절

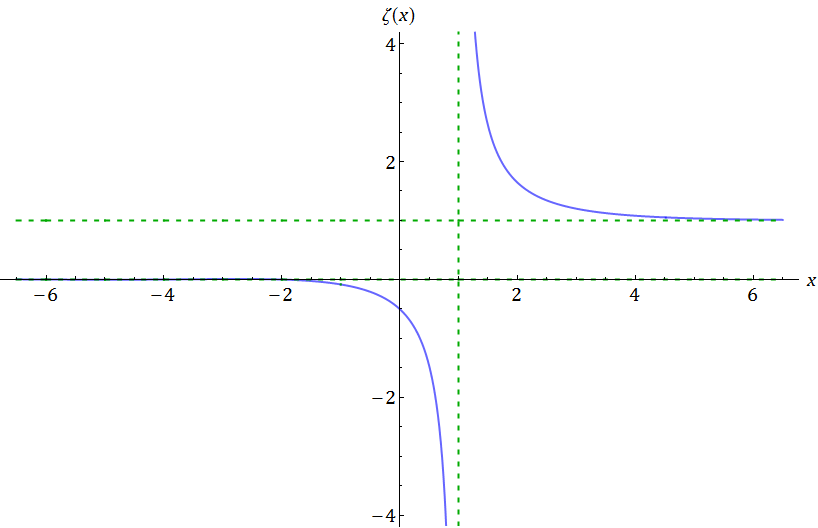
의 그래프. 일 때 급수는 수렴하고 이다. 에서의 극 주변의 해석적 연속은 음수 값 영역으로 이어지며, 여기에는 가 포함된다.

제타 함수 조절에서 급수 {\textstyle \sum _{n=1}^{\infty }n}는 급수 {\textstyle \sum _{n=1}^{\infty }n^{-s}}로 대체된다. 후자의 급수는 디리클레 급수의 예이다. s의 실수 부분이 1보다 클 때, 디리클레 급수는 수렴하고 그 합은 리만 제타 함수 ζ(s)이다. 반면에, s의 실수 부분이 1보다 작거나 같을 때 디리클레 급수는 발산하므로, 특히 s = −1로 설정하여 얻는 급수 1 + 2 + 3 + 4 + ⋯는 수렴하지 않는다. 리만 제타 함수를 도입하는 이점은 해석적 연속을 통해 s의 다른 값에 대해서도 정의될 수 있다는 것이다. 그러면 1 + 2 + 3 + 4 + ⋯의 제타-정규화된 합을 ζ(−1)로 정의할 수 있다.
이 시점부터 ζ(−1) = ⁠−+1/12⁠임을 증명하는 몇 가지 방법이 있다. 오일러의 추론 방식에 따른 한 가지 방법은 리만 제타 함수와 디리클레 에타 함수 η(s) 사이의 관계를 사용한다. 에타 함수는 교대 디리클레 급수로 정의되므로, 이 방법은 앞선 휴리스틱스와 유사하다. 두 디리클레 급수가 모두 수렴하는 경우, 다음과 같은 항등식을 갖는다.
{\displaystyle {\begin{alignedat}{7}\zeta (s)&{}={}&1^{-s}+2^{-s}&&{}+3^{-s}+4^{-s}&&{}+5^{-s}+6^{-s}+\cdots &\\2\times 2^{-s}\zeta (s)&{}={}&2\times 2^{-s}&&{}+2\times 4^{-s}&&{}+2\times 6^{-s}+\cdots &\\\left(1-2^{1-s}\right)\zeta (s)&{}={}&1^{-s}-2^{-s}&&{}+3^{-s}-4^{-s}&&{}+5^{-s}-6^{-s}+\cdots &=\eta (s).\end{alignedat}}}
항등식 {\displaystyle (1-2^{1-s})\zeta (s)=\eta (s)}는 두 함수가 해석적 연속으로 확장되어 위의 급수가 발산하는 s의 값들을 포함할 때에도 계속 유효하다. s = −1을 대입하면 −3ζ(−1) = η(−1)를 얻는다. 이제 η(−1)을 계산하는 것은 더 쉬운 작업인데, 에타 함수는 정의하는 급수의 아벨 합과 같기 때문이다. 이는 일방 극한이다.
{\displaystyle -3\zeta (-1)=\eta (-1)=\lim _{x\to 1^{-}}\left(1-2x+3x^{2}-4x^{3}+\cdots \right)=\lim _{x\to 1^{-}}{\frac {1}{(1+x)^{2}}}={\frac {1}{4}}.}
양변을 −3으로 나누면 ζ(−1) = ⁠−+1/12⁠를 얻는다.

### 절단 조절

평활화의 점근선적 행동. 포물선의 Y절편은 이다.

절단 함수를 사용한 조절 방법은 급수를 "평활화"하여 ⁠−+1/12⁠를 얻을 수 있다. 평활화는 복소해석학에 의존하는 제타 함수 조절과 오일러-매클로린 공식으로 가는 지름길을 사용하는 라마누잔 합 사이의 개념적 다리이다. 대신 이 방법은 실해석학의 방법을 사용하여 급수의 보존적인 변환에 직접 작용한다.
아이디어는 잘 정의되지 않은 이산 급수 {\displaystyle \textstyle \sum _{n=0}^{N}n}를 평활화된 버전으로 대체하는 것이다.
{\displaystyle \sum _{n=0}^{\infty }nf\left({\frac {n}{N}}\right),}
여기서 f는 적절한 속성을 가진 절단 함수이다. 절단 함수는 f(0) = 1로 정규화되어야 한다. 이는 미분 방정식에서 사용되는 정규화와는 다르다. 절단 함수는 급수의 불규칙성을 평활화할 만큼 충분히 유계된 미분 계수를 가져야 하며, 급수가 증가하는 것보다 빠르게 0으로 감소해야 한다. 편의상, f가 매끄럽고, 유계이며, 콤팩트하게 지지된다고 요구할 수 있다. 그러면 이 평활화된 합이 ⁠−+1/12⁠ + CN2에 점근한다는 것을 증명할 수 있으며, 여기서 C는 f에 의존하는 상수이다. 점근 전개의 상수항은 f에 의존하지 않는다. 즉, 해석적 연속에 의해 주어지는 값과 반드시 동일하다. ⁠−+1/12⁠.

### 라마누잔 합
1 + 2 + 3 + 4 + ⋯의 라마누잔 합 또한 ⁠−+1/12⁠이다. 라마누잔은 1913년 2월 27일 고드프리 해럴드 하디에게 보낸 두 번째 편지에서 다음과 같이 썼다.
친애하는 선생님, 1913년 2월 8일자 귀하의 편지를 읽고 매우 기뻤습니다. 저는 런던의 한 수학 교수가 브롬위치의 무한급수를 신중하게 공부하고 발산 급수의 함정에 빠지지 말라고 요청한 것과 유사한 답장을 기대하고 있었습니다. ... 저는 그에게 다음과 같은 무한한 항의 급수의 합이: 1 + 2 + 3 + 4 + ⋯ = ⁠−+1/12⁠ 제 이론에 따르면 그렇다고 말했습니다. 만약 제가 이 말을 한다면 당신은 즉시 저를 정신병원으로 보낼 것입니다. 저는 이 말을 단순히 제가 단 한 통의 편지로 제가 나아가는 방법을 제시한다면 당신이 제 증명 방법을 따르지 못할 것이라는 점을 확신시키기 위해 자세히 설명합니다.

라마누잔 합은 급수의 부분합에 대한 오일러-매클로린 공식에서 상수항을 분리하는 방법이다. 함수 f에 대해 급수 {\displaystyle \textstyle \sum _{k=1}^{\infty }f(k)}의 고전적인 라마누잔 합은 다음과 같이 정의된다.
{\displaystyle c=-{\frac {1}{2}}f(0)-\sum _{k=1}^{\infty }{\frac {B_{2k}}{(2k)!}}f^{(2k-1)}(0),}
여기서 f(2k−1)는 f의 (2k − 1)번째 미분 계수이고 B2k는 (2k)번째 베르누이 수이다. 즉, B2 = ⁠1/6⁠, B4 = ⁠−+1/30⁠ 등이다. f(x) = x로 설정하면 f의 첫 번째 미분 계수는 1이고 다른 모든 항은 사라지므로
{\displaystyle c=-{\frac {1}{6}}\times {\frac {1}{2!}}=-{\frac {1}{12}}.}
불일치를 피하기 위해 라마누잔 합의 현대 이론은 f가 오일러-매클로린 공식의 나머지 항들이 0으로 수렴할 만큼 f의 고차 도함수가 충분히 빨리 감소한다는 의미에서 "정칙적"이어야 한다고 요구한다. 라마누잔은 이 속성을 암묵적으로 가정했다. 정칙성 요구 사항은 0 + 2 + 0 + 4 + ⋯와 같이 이격된 급수에 라마누잔 합을 사용하는 것을 방지하는데, 이는 정칙 함수가 그러한 값을 가질 수 없기 때문이다. 대신 그러한 급수는 제타 함수 조절에 의해 해석되어야 한다. 이러한 이유로 하디는 알려진 급수의 라마누잔 합을 관련 급수의 합을 찾는 데 적용할 때 "매우 주의"할 것을 권고한다.

### 안정 선형 합 방법의 실패
선형적이고 안정적인 합 방법은 급수 1 + 2 + 3 + ⋯를 어떤 유한한 값으로도 합할 수 없다. (안정적이라는 것은 급수 맨 앞에 항을 추가하면 합이 추가된 항의 값만큼 증가한다는 의미이다.) 이는 다음과 같이 알 수 있다. 만약
{\displaystyle 1+2+3+\cdots =x,}
이라면 양변에 0을 더하면 안정성에 의해
{\displaystyle 0+1+2+3+\cdots =0+x=x}
이 된다. 선형성에 의해, 두 번째 방정식을 첫 번째 방정식에서 뺄 수 있다 (두 번째 줄의 각 구성 요소를 첫 번째 줄의 해당 열에서 빼는 방식). 그러면
{\displaystyle 1+1+1+\cdots =x-x=0.}
양변에 다시 0을 더하면
{\displaystyle 0+1+1+1+\cdots =0,}
이 되고, 마지막 두 급수를 빼면
{\displaystyle 1+0+0+0+\cdots =0,}
이 되어 안정성에 모순된다.
따라서 급수 1 + 2 + 3 + ⋯에 유한한 값을 부여하는 모든 방법은 안정적이지 않거나 선형적이지 않다.

## 물리학
보손 끈 이론에서는 끈의 가능한 에너지 준위, 특히 최저 에너지 준위를 계산하려고 시도한다. 비공식적으로 말하면, 끈의 각 고조파는 각 횡 방향에 대해 하나씩, 총 D − 2개의 독립적인 양자 조화 진동자들의 모음으로 볼 수 있으며, 여기서 D는 시공간의 차원이다. 만약 기본 진동 주파수가 ω라면, n번째 고조파에 기여하는 진동자의 에너지는 nħω/2이다. 따라서 발산 급수를 사용하면 모든 고조파의 합은 −ħω(D − 2)/24가 된다. 궁극적으로 이 사실과 고다르-손 정리가 결합되어 보손 끈 이론이 26차원 이외의 차원에서는 일관적이지 않게 되는 이유가 된다.
1 + 2 + 3 + 4 + ⋯의 조절은 1차원 스칼라장에 대한 카시미르 힘을 계산하는 데에도 관련이 있다. 지수 절단 함수는 급수를 평활화하기에 충분하며, 이는 임의로 높은 에너지 모드가 전도성 판에 의해 차단되지 않는다는 사실을 나타낸다. 문제의 공간 대칭성은 전개의 이차 항을 상쇄하는 역할을 한다. 남은 것은 상수항 −1/12뿐이며, 이 결과의 음수 부호는 카시미르 힘이 인력이라는 사실을 반영한다.
유사한 계산이 3차원에서도 수행되며, 리만 제타 함수 대신 에프슈타인 제타 함수를 사용한다.

## 역사
레온하르트 오일러가 이 급수를 ⁠−+1/12⁠로 합했는지는 불분명하다. 모리스 클라인에 따르면, 오일러의 발산 급수에 대한 초기 연구는 함수 전개에 의존했으며, 이를 통해 1 + 2 + 3 + 4 + ⋯ = ∞라고 결론지었다. 레이먼드 아이유브에 따르면, 발산하는 제타 급수가 아벨-합 가능하지 않다는 사실 때문에 오일러는 에타 함수만큼 제타 함수를 자유롭게 사용할 수 없었으며, 이 급수에 "의미를 부여할 수 없었다"고 한다. 다른 저자들은 오일러에게 이 합의 공로를 돌리며, 오일러가 제타 함수와 에타 함수 사이의 관계를 음의 정수로 확장했을 것이라고 제안한다. 주요 문헌에서 급수 1 + 2 + 3 + 4 + ⋯는 오일러의 1760년 저작 De seriebus divergentibus에서 발산하는 등비급수 1 + 2 + 4 + 8 + ⋯와 함께 언급된다. 오일러는 이 유형의 급수가 유한하고 음수인 합을 가진다고 암시하며, 등비급수에 대해 이것이 무엇을 의미하는지 설명하지만, 1 + 2 + 3 + 4 + ⋯에 대해서는 다시 논하지 않는다. 같은 저작에서 오일러는 1 + 1 + 1 + 1 + ⋯의 합이 무한하다고 썼다.

## 대중 매체에서
데이비드 리빗의 2007년 소설 디 인디언 클러크에는 하디와 존 이든저 리틀우드가 이 급수의 의미를 논하는 장면이 포함되어 있다. 그들은 라마누잔이 ζ(−1)을 재발견했다고 결론짓고, 그의 두 번째 편지에 있는 "정신병원"이라는 구절을 라마누잔이 그들과 장난치는 신호로 받아들인다.
사이먼 맥버니의 2007년 연극 어 디서피어링 넘버는 도입부에서 이 급수에 초점을 맞춘다. 주인공 루스는 강의실로 걸어 들어가 발산 급수의 개념을 소개한 다음, "정말 스릴 넘치는 것을 보여주겠다"고 선언하며 1 + 2 + 3 + 4 + ⋯ = ⁠−+1/12⁠를 제시한다. 루스가 제타 함수의 함수 방정식 유도에 착수하는 동안, 다른 배우가 관객에게 자신들이 배우임을 인정하며 "하지만 수학은 진짜입니다. 무섭지만, 진짜입니다"라고 말한다.
2014년 1월, 넘버파일은 이 급수에 대한 유튜브 영상을 제작했으며, 첫 한 달 동안 150만 조회수를 기록했다. 8분짜리 영상은 노팅엄 대학교의 물리학자 토니 파딜라가 해설한다. 파딜라는 1 − 1 + 1 − 1 + ⋯와 1 − 2 + 3 − 4 + ⋯로 시작하여 후자를 라마누잔의 주장과 유사한 항별 뺄셈을 사용하여 1 + 2 + 3 + 4 + ⋯와 연결한다. 넘버파일은 또한 노팅엄 물리학자 에드먼드 코플랜드가 출연하여 1 − 2 + 3 − 4 + ⋯ = ⁠1/4⁠가 아벨 합으로, 1 + 2 + 3 + 4 + ⋯ = ⁠−+1/12⁠가 ζ(−1)로 어떻게 되는지 더 자세히 설명하는 21분짜리 버전의 영상을 공개했다. 첫 번째 영상의 엄밀성 부족에 대한 불만을 접수한 후, 파딜라는 자신의 웹페이지에 영상의 조작을 해당 디리클레 급수의 해석적 연속 사이의 항등식과 관련시키는 설명을 작성했다.
뉴욕 타임스의 넘버파일 영상 보도에서 수학자 에드워드 프렌켈은 다음과 같이 논평했다. "이 계산은 수학에서 가장 잘 지켜진 비밀 중 하나입니다. 외부 사람들은 아무도 이것을 모릅니다."
스미스소니언 매거진의 이 주제에 대한 보도는 넘버파일 영상이 오해의 소지가 있다고 설명하며, 합을 ⁠−+1/12⁠로 해석하는 것이 해석적 연속 기술에서 "같다"는 것이 "관련되어 있다"는 의미를 가지는 특수한 의미의 등호에 의존한다고 지적한다. 넘버파일 영상은 2018년 독일 수학자 부르카르트 폴스터의 Mathologer 유튜브 채널에서도 비슷한 이유로 비판받았으며, 그의 영상은 2023년까지 270만 조회수를 기록했다.

## 참고 문헌
- Berndt, Bruce C.; Srinivasa Ramanujan Aiyangar; Rankin, Robert A. (1995). 《Ramanujan: letters and commentary》. American Mathematical Society. ISBN 0-8218-0287-9.
- Hardy, G. H. (1949). 《Divergent Series》. Clarendon Press.
- Zee, A. (2003). 《Quantum field theory in a nutshell》. Princeton UP. ISBN 0-691-01019-6.

## 더 읽어보기
- Zwiebach, Barton (2004). 《A First Course in String Theory》. Cambridge UP. ISBN 0-521-83143-1. See p. 293.
- Elizalde, Emilio (2004). 〈Cosmology: Techniques and Applications〉. 《Proceedings of the II International Conference on Fundamental Interactions》. arXiv:gr-qc/0409076. Bibcode:2004gr.qc.....9076E.
- Watson, G. N. (April 1929), “Theorems stated by Ramanujan (VIII): Theorems on Divergent Series”, 《Journal of the London Mathematical Society》, 1 4 (2): 82–86, doi:10.1112/jlms/s1-4.14.82